# Instituto Politécnico Nacional
Das Instituto Politécnico Nacional (IPN; „Nationale Polytechnische Hochschule“) ist mit 153.027 Studenten (2009) eine der größten öffentlichen Universitäten in Mexiko. 

## Geschichte
Die Gründung erfolgte 1936 während der Amtszeit von Lázaro Cárdenas del Río in Mexiko-Stadt.
Die Hochschule entwickelte in Zusammenarbeit mit dem CICESE und der UNAM im Jahre 2002 den ersten rein mexikanischen Satelliten SATEX I.

## Berühmte Absolventen
- Ernesto Zedillo Ponce de León (* 1951), mexikanischer Präsident (1994–2000)
- Sara Topelson de Grinberg (* 1945), mexikanische Architektin

## Fußballabteilung
Das IPN unterhielt von 1954 bis 1957 eine Fußballmannschaft in der zweithöchsten mexikanischen Spielklasse und war somit – gemeinsam mit dem Lokalrivalen Club Universidad Nacional von der Universidad Nacional Autónoma de México (UNAM) – die erste Bildungseinrichtung des Landes in einer der beiden höchsten Spielklassen des mexikanischen Vereinsfußballs.  
In den drei gemeinsamen Zweitligajahren schnitt die Mannschaft des IPN mit insgesamt 52 Punkten und einer Torbilanz von 80:122 sogar besser ab als der später so erfolgreiche Rivale der UNAM, der im selben Zeitraum 50 Punkte und eine Torbilanz von 80:137 erzielte.
Nach der Saison 1956/57 zogen sich beide Universitätsmannschaften für jeweils ein Jahr aus der Liga zurück, wobei die UNAM in der Saison 1958/59 tatsächlich wieder eine Mannschaft ins Rennen schickte (die 1962 in die höchste mexikanische Spielklasse aufstieg und schon bald eine der besten und populärsten Mannschaften des Landes wurde), während das IPN nie wieder in den höheren Fußballligen Mexikos vertreten war.
Darüber hinaus unterhält das IPN eine sportliche Rivalität mit der Universidad Nacional Autónoma de México.
Diese Institutionen haben eine lange Tradition im American Football. Das zwischen ihnen gespielte Spiel ist der nationale Klassiker und eines der wichtigsten Daten für den American Football in Mexiko. Jedes Jahr spielen die repräsentativen Teams jeder Institution miteinander, was viele Erwartungen in ihren jeweiligen Hobbys hervorruft.